# Command & Conquer: Alarmstufe Rot 3
Command & Conquer: Alarmstufe Rot 3 (Originaltitel: Command & Conquer: Red Alert 3) ist ein von EA Los Angeles entwickeltes und von Electronic Arts veröffentlichtes Echtzeit-Strategiespiel. Das Spiel erschien am 30. Oktober 2008, die Mac-OS-Version erschien am 24. März 2009. Zusammen mit Command & Conquer: Alarmstufe Rot und Command & Conquer: Alarmstufe Rot 2 und deren Erweiterungen bildet es das Alarmstufe-Rot-Universum.

## Handlung
In Alarmstufe Rot 3 ist Yuri besiegt und die Alliierten stehen vor den Toren Moskaus. Ein Zeitreise-Experiment, mit dem die Sowjets ihre einstige Macht wiederherstellen wollen, lässt eine alternative Zeitlinie entstehen. In dieser Parallelrealität tobt der dritte Weltkrieg unaufhörlich weiter. Entstanden ist eine dritte Partei, das Reich der aufgehenden Sonne (Japan). Die Kampagnen sind in einem „Kooperationsmodus“ spielbar, entweder mit Freunden über das Internet oder mit virtuellen Generälen.
Anders als in den anderen Teilen wird in Alarmstufe Rot 3 nicht erwähnt, in welcher Zeit die Handlung spielt. Es gibt zwar verschiedene Anspielungen in der sowjetischen Kampagne, zum Beispiel Statuen von sowjetischen Panzern in der ersten Mission. Die Verwendung von Flachbildschirmen und ähnlichen aktuellen Technologien weist zwar auf eine zeitnahe Einstufung hin, allerdings könnten diese technologischen Fortschritte auch durch den dauernden Krieg früher erreicht worden sein.

## Spielprinzip

### Allgemein
Anders als bei den letzten Vorgängern der Command-&-Conquer-Reihe ist dieser Teil wieder relativ realitätsfern. Während der erste Alarmstufe-Rot-Teil sich noch ziemlich genau an die Realität hielt und nur wenige futuristische Technologien präsentierte, waren im zweiten Teil bereits sehr skurrile Einheiten vorhanden wie etwa Killer-Kraken (Sowjets) und fliegende Untertassen (Yuri).
Verglichen mit den Vorgängern wurden die Einsätze noch einmal verkompliziert. Mehrmals verändert sich mitten im Kampf schlagartig das Szenario, und der Spieler bekommt neue Befehle. Wiederholt blenden sich Vorgesetzte, Untergebene und Verbündete mit ihren Kommentaren ein, und selbst die jeweiligen Gegner melden sich mit abfälligen Bemerkungen zu Wort.
Ein neues Spielelement ist die Einbeziehung des Wassers. Zwar gab es schon in den Vorgängern Marine-Einheiten, jedoch wurde in dieser Version der Anteil ausgebaut, und es können jetzt alle Gebäude außer der Waffenfabrik, der Kaserne und den Mauern auf dem Wasser gebaut werden. Die Werft muss auf dem Wasser gebaut werden.
Während die Geldgewinnung bei allen gleich abläuft (eine Raffinerie schickt Sammler zu fest verteilten Erz-Minen), hat jede Partei ein eigenes Bausystem. Die Alliierten bauen klassisch (so wie in Alarmstufe Rot und Alarmstufe Rot 2 alle Parteien gebaut haben): Die Gebäude werden geordert und können nach erfolgreicher Produktion direkt auf dem Schlachtfeld platziert werden, wobei sie sofort einsatzbereit sind. Die Sowjets bestellen Gebäude, platzieren sie sofort auf dem Schlachtfeld, müssen aber dort erst langsam hochgezogen werden. Dies geht bei beiden nur in der Nähe bereits bestehender Gebäude. Die Japaner hingegen verwenden ein völlig anderes Konzept. Diese bauen sogenannte Nanokerne in ihrem Bauhof, welche sich zunächst frei über die Karte bewegen und an jedem beliebigen Ort zu dem entsprechenden Gebäude „entfaltet“ werden können.
Auch bei der Forschung gehen alle getrennte Wege. Die Sowjets erhalten neue Einheiten und Gebäude ganz klassisch durch das Errichten von Technologie-Gebäuden, die diese dann für alle Gebäude freischalten. Die Alliierten hingegen erforschen die nächste Technologie-Stufe in ihrem Bauhof. Diese gilt dann für alle Produktions-Gebäude in der Nähe des Bauhofs. Die Japaner haben auch ein Technologie-Gebäude, müssen jedoch noch jedes einzelne Produktions-Gebäude einzeln in zwei Stufen auf einen neuen Tech-Level erforschen.
Obwohl die Japaner auch über Flugeinheiten verfügen, besitzen sie kein Flugfeld oder ähnliches.
Insgesamt soll jede Partei ein bevorzugtes Element besitzen. Die Alliierten haben die stärkste Luftwaffe, die Sowjets die Herrschaft auf Land und die Japaner die stärkste Marine. In der Praxis sind sie jedoch relativ ausgeglichen, sodass sich beispielsweise auch die Alliierten auf See behaupten können.
Es gibt einen Technologiebaum, mit dem die technischen Eigenschaften der Einheiten auf dem Spielfeld verändert und Fähigkeiten (beispielsweise der Abwurf von russischem Weltraumschrott) freigeschaltet werden können. Er ist dem System in Generäle nachempfunden. Die Voraussetzung für den Einsatz dieses Technologiebaums ist ein sogenannter Bauhof. Dieser Bauhof ist das Hauptgebäude, das zum Bau weiterer Gebäude anregt und jedem Spieler von Anfang an zur Verfügung steht. Der Technologiebaum wird in einem Untermenü aufgerufen, bei dem drei erweiterbare Stränge angezeigt werden. Jede Partei hat drei Stränge, die je fünf verschiedene Fähigkeiten freischalten, sich jedoch nicht gegenseitig ausschließen. Man kann, genügend gesammelte Erfahrungspunkte vorausgesetzt, bis zu zehn der 15 Fähigkeiten erwerben. Dabei gibt es unterschiedliche Arten von Fähigkeiten. Manche sind dauerhaft, wie die verstärkte Marine der Japaner oder die verstärkte Luftwaffe der Alliierten, und manche sind nur nach einer gewissen Aufladezeit wieder einsetzbar, wie z. B. russischer Weltraumschrott, der auf die Erde fällt. Viele Fähigkeiten lassen sich in drei verschiedenen Stärken erwerben.

### Einheiten
Mehrere „alte“ Einheiten feiern ihre Rückkehr, unter anderem:
- Alliierter Delphin: Ein Delphin, der mit Schall andere Marineeinheiten attackiert.
- Alliierter Mirage-Panzer: Starker Panzer, der sich, wenn er sich nicht bewegt, als Baum oder anderes tarnt.
- Sowjetischer Apocalypse-Panzer: Mächtiger Panzer mit einer 120 mm-Zwillingskanone
- Sowjetischer Kirov-Zeppelin: Langsames, aber extrem starkes Luftschiff, das Bomben abwirft
- Sowjetischer Desolator: Infanterieeinheit in einem teuren mechanischen Anzug, mit toxischer Waffe (nur in Alarmstufe Rot 3: Der Aufstand)
- Sowjetischer Dreadnought: Ein mit mehreren Raketenwerfern bewaffnetes Schiff

Ein neues Merkmal sind viele amphibische Einheiten beziehungsweise Schiffe, die auch an Land operieren können. Zudem hat jede Einheit eine Sekundärfunktion, und einige Einheiten (vor allem japanische) können sich transformieren, so wird beispielsweise aus einem Hubschrauber ein Luftabwehr-Mech.

## Entwicklung
Wie schon beim zuletzt entwickelten Spiel Command & Conquer 3: Kanes Rache kam wieder die SAGE-Engine zum Einsatz. Es wurde zunächst das Gameplay fertig gestellt und erst im Nachgang die Optik der Grafik-Engine verbessert.

### Soundtrack
Ein kleiner Teil des Soundtracks für Alarmstufe Rot 3 wurde von Frank Klepacki komponiert, der bisher bei allen Teilen vor Generals den gesamten oder Teile der Soundtracks komponiert hatte. Explizit wurde im Vorfeld von Frank Klepacki in einem Video Hell March III angekündigt. Der Großteil des Soundtracks stammt jedoch von Timothy Michael Wynn und James Hannigan.

### Kopierschutz und Kritik
Alarmstufe Rot 3 verwendet wie Mass Effect und Spore den SecuROM-Kopierschutz. Laut EA muss das Spiel vor der ersten Installation online aktiviert werden, und es sind nur fünf Installationen erlaubt.
Teilweise wurde die US-amerikanische Version des Spiels mit unvollständiger Seriennummer ausgeliefert. Der Kundendienst von EA riet daraufhin betroffenen Kunden, die letzte Ziffer zu erraten.

## Rezeption
Kritisiert wurde, dass es keine neuen Ideen und Innovationen gäbe. Die Zeitschrift GameStar lobte hingegen die Kooperations-Kampagnen und bewertete das Spiel mit 86 %. Simon Fistrich von Games Aktuell kam zu dem Schluss, dass Command & Conquer: Alarmstufe Rot 3 zwar das Genre nicht neu erfindet, aber vieles einfach richtig mache und für gute Unterhaltung sorge.

## Der Aufstand (Erweiterung)

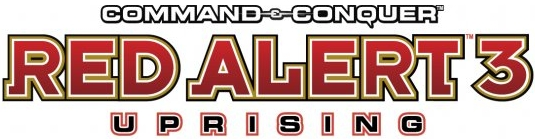
Englisches Logo

Alarmstufe Rot 3: Der Aufstand (Originaltitel: Uprising) ist ein Standalone zu Alarmstufe Rot 3, dessen Online-Veröffentlichung ursprünglich am 12. März 2009 vorgesehen war, dann aber auf den 2. April 2009 verschoben wurde. Die deutsche Version wurde am 2. April 2009 veröffentlicht. Der Aufstand enthält neue Einheiten, Spielkarten und Missionen sowie einen neuen „Commander's-Challenge“-Modus. Beim „Commander's Challenge“-Modus, der ähnlich wie die Generalsherausforderung in Generals aufgebaut ist, geht es darum, überall auf der Welt virtuelle Kommandanten zu besiegen, wobei, anders als bei Generals, bei Der Aufstand neue Einheiten freigespielt werden können. In Der Aufstand haben (wie schon bei Tiberium Wars und Alarmstufe Rot 3) wieder bekannte Personen wie beispielsweise Ric Flair oder Holly Valance vor der Kamera mitgewirkt. Der Aufstand enthält eine zusätzliche Bonuskampagne, bei der man die Spezialeinheit „Yuriko Omega“ spielen kann. Dass manche Missionen dieser Kampagne teilweise in Gebäuden zu erledigen sind, soll unter anderem eine Art Hommage an die Indoor-Missionen von Alarmstufe Rot sein. Das Spiel ist lediglich als Download erhältlich und konnte schon relativ frühzeitig vorbestellt und heruntergeladen werden. Ausgeliefert wird in der CD-Hülle lediglich der Code, der zum Herunterladen des Spiels benötigt wird.
Im Gegensatz zu Alarmstufe Rot 3 enthält Der Aufstand keinen Mehrspieler-Modus.
Am Soundtrack zu Der Aufstand wirkte Frank Klepacki wieder mit.

## Wichtige Personen

### Alliierte
President Howard Ackerman
Präsident Ackerman (gespielt von J. K. Simmons) wird erst zu Spielbeginn in sein Amt gewählt. Ackerman ist ein anti-kommunistischer Hardliner, der fest entschlossen ist, den Vormarsch der Sowjets in Europa zu stoppen und zurückzuwerfen. Als die Alliierten sich gegen seinen Willen mit den Sowjets verbünden, um das Reich der aufgehenden Sonne zu besiegen, plant er eigenmächtig einen Angriff auf Moskau und muss deshalb vom Spieler-Commander ausgeschaltet werden.
Fieldmarshall Robert Bingham
Bingham (gespielt von Jonathan Pryce) ist der Befehlshaber über die alliierten Truppen. Er ist ein umsichtiger, aber mutiger Stratege.
Lt. Eva McKenna
Lt. McKenna (gespielt von Gemma Atkinson) ist der Kommando-Offizier, der die Befehle der Vorgesetzten an den Spieler übermittelt und den Kontakt während der Missionen hält.
Special Agent Tanya
Kommandoeinheit Tanya (gespielt von Jenny McCarthy) ist mit Doppelpistolen bewaffnet, kann C4-Sprengsätze an Gebäude sowie Fahrzeuge legen und mit ihrem Chrono-Gürtel einige Sekunden in der Zeit zurückreisen.
Commander Lisette Hanley
Commander Hanley (gespielt von Autumn Reeser) ist eine von drei Co-Commandern. Ihre Stärke sind Panzer und Fahrzeuge.
Commander Warren Fuller
Commander Fuller (gespielt von Randy Couture) ist einer von vier Unterkommandeuren der Alliierten. Ein stahlharter und gnadenloser Kämpfer, der bereits eine Gefangenschaft der Sowjets überstand. Seine Bewacher dagegen überlebten nicht. Sein Fachgebiet ist die Infanterie.
Commander Giles Price
Commander Price (gespielt von Greg Ellis) ist einer der drei Co-Commander. Er ist für die Luftwaffe zuständig.
Reporterin Brenda Snow (nur in der Erweiterung)
Reporterin Brenda Snow (gespielt von Holly Valance)
Kelly Weaver (nur in der Erweiterung)
Kelly Weaver (gespielt von Jodi Lyn O’Keefe) ist die Leiterin der Futuretech CPO.
EU-Präsident Rupert Thornley (nur in der Erweiterung)
Rupert Thornley (gespielt von Malcolm McDowell) wird in der Erweiterung Präsident der Europäischen Union.
Commander Douglas Hill  (nur in der Erweiterung)
Commander Hill (gespielt von Ric Flair) ist einer der neuen Commander. Seine Stärke liegt in der Infanterie.
Commander Lydia Winters (nur in der Erweiterung)
Commander Winters (gespielt von Louise Griffiths) ist eine der neuen Commander.
Vizepräsident (namenlos, erster Auftritt bei der Siegesfeier)
Der Vizepräsident (gespielt von David Hasselhoff) übernimmt die Amtsgeschäfte nach Präsident Ackermans Ende.

### Sowjets
Premier Chardenko
Premierminister Chardenko (gespielt von Tim Curry), eigentlich der Innenminister der sich im Untergang befindlichen Sowjetunion, findet sich nach der Zeitreise als Staatschef wieder. Leider steigt ihm seine Machtgier zu Kopf und macht ihn vom Vorgesetzten zum Gegner, da er den allzu erfolgreichen, vom Spieler gesteuerten jungen General loswerden möchte. Er scheitert, und der General wird am Ende selber Premierminister.
General Krukow
Der Oberbefehlshaber (gespielt von Andrew Divoff) der sowjetischen Truppen ist ein starrsinniger und ehrgeiziger Mann, der auf Erfolge anderer mit Eifersucht reagiert. Nach einiger Zeit muss er auf Befehl Chardenkos als vermeintlicher Verräter eliminiert werden. Dennoch ist er nicht so schlimm, wie man zuerst glaubt, sondern ein Opfer von Chardenkos Machtgier.
Lt Dasha Fedorovich
Lt. Dasha (gespielt von Ivana Miličević) ist das russische Gegenstück zu Eva McKenna. Sie hält zum Spieler-General auch dann noch, als Chardenko ihn vernichten möchte.
Elite-Einheit Natasha
Natasha (gespielt von Gina Carano) ist mit einem großen Scharfschützengewehr ausgerüstet, mit dem sie Infanterie aus hoher Distanz dezimieren kann sowie auf Gebäude und Fahrzeuge aus sicherer Entfernung einen Luftangriff heran ordern kann.
Dr. Gregor Zelinksy
Der Wissenschaftler (gespielt von Peter Stormare), der es den Sowjets ermöglicht, ins Jahr 1927 zu reisen und Einstein auszuschalten. Durch die Vermeidung Einsteins gibt es in der Welt nach der Zeitreise keine Nuklearwaffen.
Commander Zhana Agonskaya
Commander Agonskaya (gespielt von Vanessa Branch) ist eine von drei Co-Commandern. Ihr untersteht die gesamte mächtige sowjetische Luftwaffe.
Commander Oleg Vodnik
Commander Vodnik (gespielt von Dimitri Diatchenko) ist einer von drei Co-Commandern. Er kommandiert sämtliche motorisierten Einheiten der sowjetischen Streitkräfte, besonderes die Panzerdivisionen.
Commander Nikolai Moskvin
Commander Moskvin (gespielt von Gene Farber) ist einer von drei Co-Commandern.
Commander Vera Belova (nur in der Erweiterung)
Commander Belova (gespielt von Moran Atias) ist eine der neuen Commander.

### Das Reich der aufgehenden Sonne (Japan)
Tennō Yoshiro
Der Kaiser Yoshiro (gespielt von George Takei) ist fest von seiner göttlichen Mission überzeugt. Als Führer des Reiches der aufgehenden Sonne besitzt er für seine Soldaten quasi den Status eines Gottes. Als er erfährt, dass die Macht Japans nur aufgrund einer Zeitreise zustande kam, reagiert er geschockt und frustriert und verliert fast den Glauben an seine Mission.
Kronprinz Tatsu
General Tatsu (gespielt von Ron Yuan) ist der Sohn des Tennō und ein hochrangiger Befehlshaber der japanischen Armee. Ein gefürchtetes, gigantisches Spielzeug, der Shogun-Henker, basiert auf seinen Ideen und absorbiert Tesla-Energie. In der Erweiterung ist er der Nachfolger seines Vaters, hat jedoch den Thron noch nicht bestiegen.
Briefer Suki Toyama
Briefer Suki Toyama (gespielt von Kelly Hu) ist das Gegenstück zu Eva McKenna und Dasha Fedorovich.
Commander Shinzo Nagama
Commander Nagama (gespielt von Bruce Asato Locke) ist einer von drei Co-Commandern.
Commander Kenji Tenzai
Commander Tenzai (gespielt von Jack J. Yang) ist einer von drei Co-Commandern.
Commander Naomi Shirada
Commander Shirada (gespielt von Lydia Look) ist eine von drei Co-Commandern.
Commander Takara Sato (nur in der Erweiterung)
Commander Sato (gespielt von Jamie Chung) ist eine der neuen Commander.